# Município de Green (condado de Harrison, Ohio)
Localização do Ohio nos E.U.A.
O município de Green (em inglês: Green Township) é um município localizado no condado de Harrison no estado estadounidense de Ohio. No ano de 2010 tinha uma população de 1 887 habitantes e uma densidade populacional de 20,45 pessoas por km².

## Geografia
O município de Green encontra-se localizado nas coordenadas 40° 17′ 58″ N, 80° 55′ 50″ O. Segundo a Departamento do Censo dos Estados Unidos, o município tem uma superfície total de 92.26 km², da qual 91,02 km² correspondem a terra firme e (1,34 %) 1,24 km² é água.

## Demografia
Segundo o censo de 2010, tinha 1 887 pessoas residindo no município de Green. A densidade populacional era de 20,45 hab./km².